# Comuna Cămărașu, Cluj
Cămărașu (în maghiară Pusztakamarás) este o comună în județul Cluj, Transilvania, România, formată din satele Cămărașu (reședința), Năoiu și Sâmboleni.

## Date geografice
Comuna Cămărașu se află în sud-estul județului Cluj, în Câmpia Fizeșului, în zona de izvorâre a râului Fizeș, la 37 km de Cluj-Napoca. Se învecinează la est cu comuna Budești și orașul Sărmașu, la vest cu comuna Mociu, la sud cu orașul Sărmașu și la nord cu comuna Cătina.
Cămărașu este așezată în interiorul unei zone depresionare pe direcția vest-est, fiind înconjurată de coline cu altitudini cuprinse între 350-450 m.
Comuna este compusă din satul Cămărașu, reședință de comună și satele Năoiu și Sâmboleni. Suprafața totală este de 51 km2, iar populația de 2.585 locuitori .

## Istoric
Prima mențiune a localității datează din 1322, de-a lungul timpului fiind menționată sub diverse denumiri: Villa Kamaras, Kamares, Puztakamaras, Kamoras, Puzta-Kemeras.

## Date economice
Activitatea economică principală este agricultura, reprezentată mai ales prin creșterea animalelor și cultura plantelor. Sunt dezvoltate culturile de cereale, cartofi, viță de vie, sfeclă de zahăr, plante furajere și pomi fructiferi.

## Demografie
Componența etnică a comunei Cămărașu
     Români (65,03%)
     Romi (23,04%)
     Maghiari (3,98%)
     Alte etnii (7,95%)
Componența confesională a comunei Cămărașu
     Ortodocși (85,72%)
     Reformați (4,21%)
     Alte religii (1,97%)
     Necunoscută (8,1%)
Conform recensământului efectuat în 2021, populația comunei Cămărașu se ridică la 2.591 de locuitori, în scădere față de recensământul anterior din 2011, când fuseseră înregistrați 2.655 de locuitori. Majoritatea locuitorilor sunt români (65,03%), cu minorități de romi (23,04%) și maghiari (3,98%). Din punct de vedere confesional, majoritatea locuitorilor sunt ortodocși (85,72%), cu o minoritate de reformați (4,21%), iar pentru 8,1% nu se cunoaște apartenența confesională.

## Politică și administrație
Comuna Cămărașu este administrată de un primar și un consiliu local compus din 11 consilieri. Primarul, Iancu Marcel Mocean[*], de la Partidul Național Liberal, este în funcție din 2004. Începând cu alegerile locale din 2024, consiliul local are următoarea componență pe partide politice:
|  | Partid                          | Consilieri | Componența Consiliului | Componența Consiliului | Componența Consiliului | Componența Consiliului | Componența Consiliului |
|  | ------------------------------- | ---------- | ---------------------- | ---------------------- | ---------------------- | ---------------------- | ---------------------- |
|  | Partidul Național Liberal       | 5          |                        |                        |                        |                        |                        |
|  | Partidul Social Democrat        | 3          |                        |                        |                        |                        |                        |
|  | Uniunea Salvați România         | 1          |                        |                        |                        |                        |                        |
|  | Partida Romilor „Pro Europa”    | 1          |                        |                        |                        |                        |                        |
|  | Alianța pentru Unirea Românilor | 1          |                        |                        |                        |                        |                        |

### Evoluție istorică
De-a lungul timpului populația comunei a evoluat astfel:
Cămărașu, Cluj - evoluția demografică

|  | Graficele sunt indisponibile din cauza unor probleme tehnice. Mai multe informații se găsesc la Phabricator și la wiki-ul MediaWiki. |

Date: Recensăminte sau birourile de statistică - grafică realizată de Wikipedia

## Monumente istorice
- Biserica Reformată-Calvină, din 1753.
- Monumente și morminte ale celor 126 de evrei uciși în sept. 1944

## Obiective turistice
- Conacul Kemény.
- Monumentul evreilor uciși în Al Doilea Război Mondial din Cămărașu.
- Pajiștile Sărmășel - Milaș - Urmeniș (sit de importanță comunitară inclus în rețeaua europeană Natura 2000 în România).

## Personalități
- András Sütő (1927-2006), scriitor

## Imagini

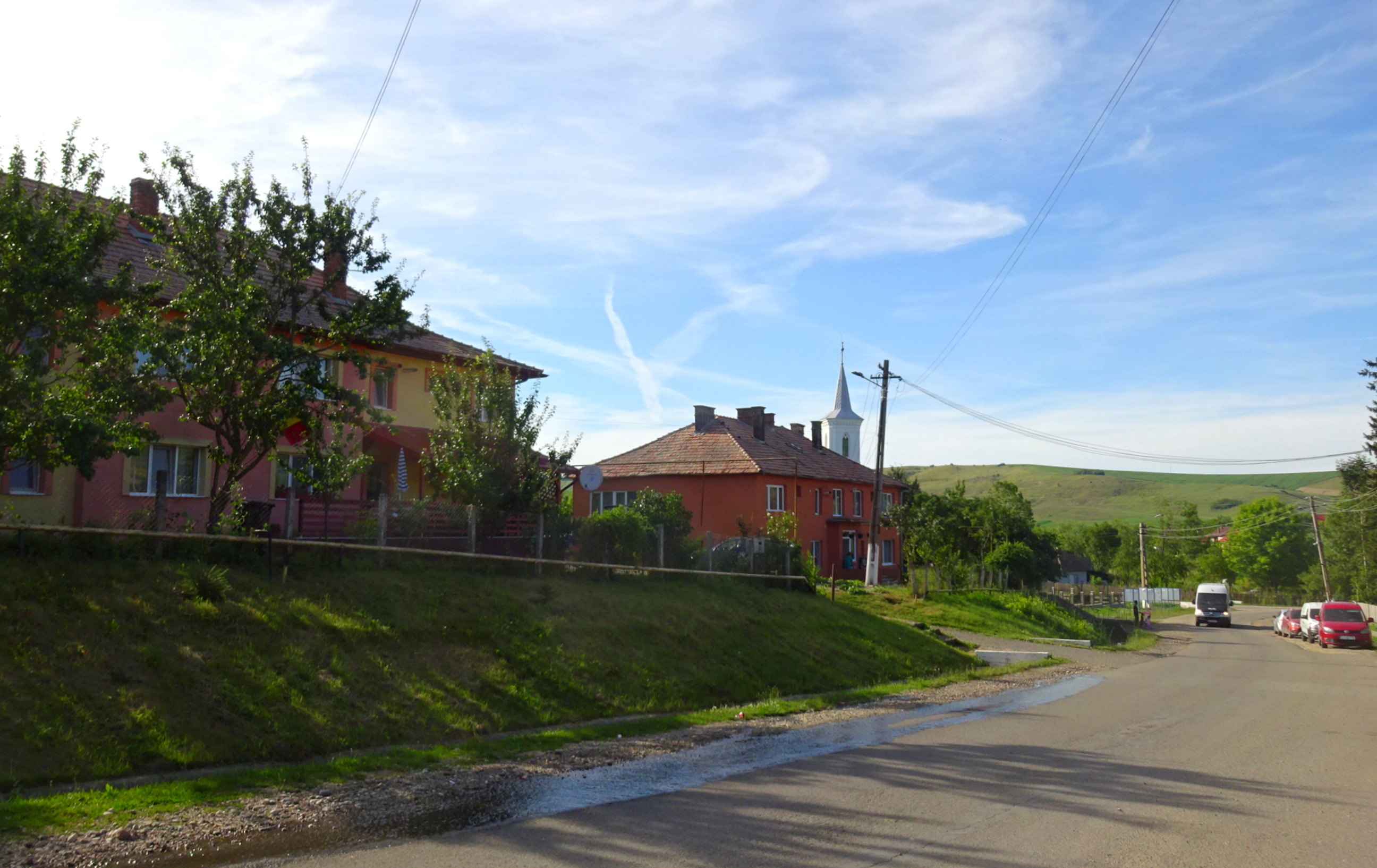
Cămărașu
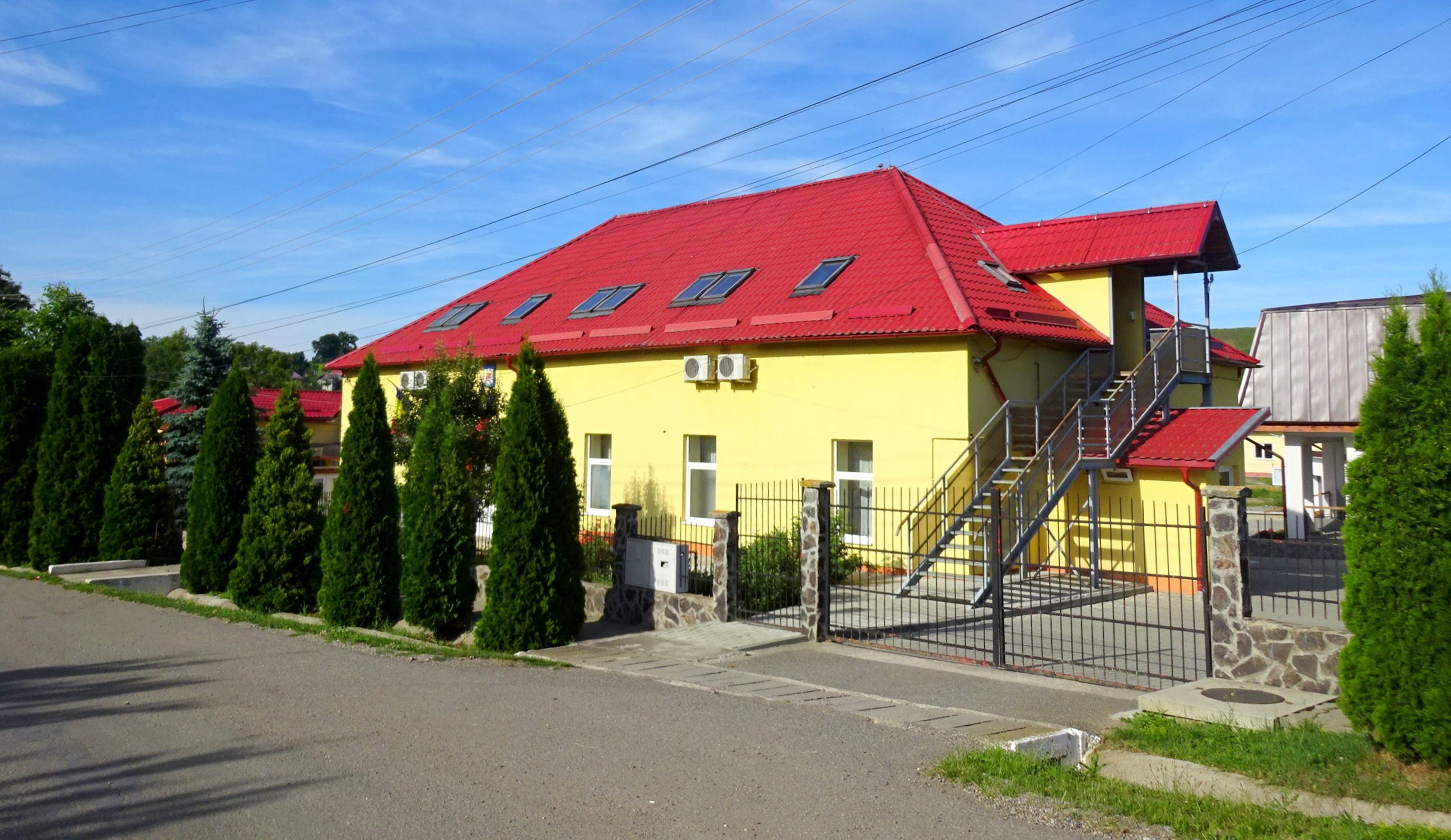
Primăria comunei Cămărașu
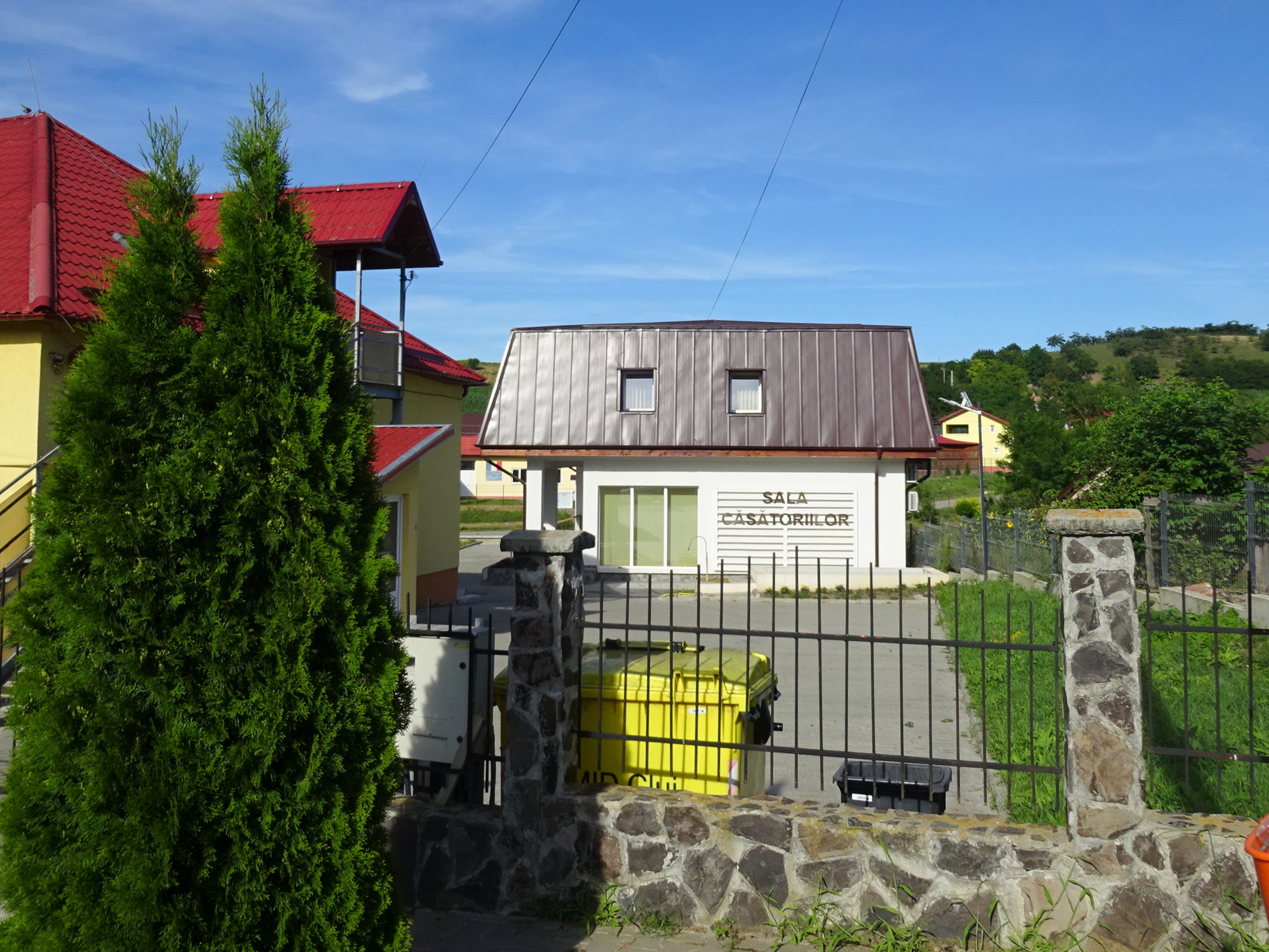
Sala Căsătoriilor
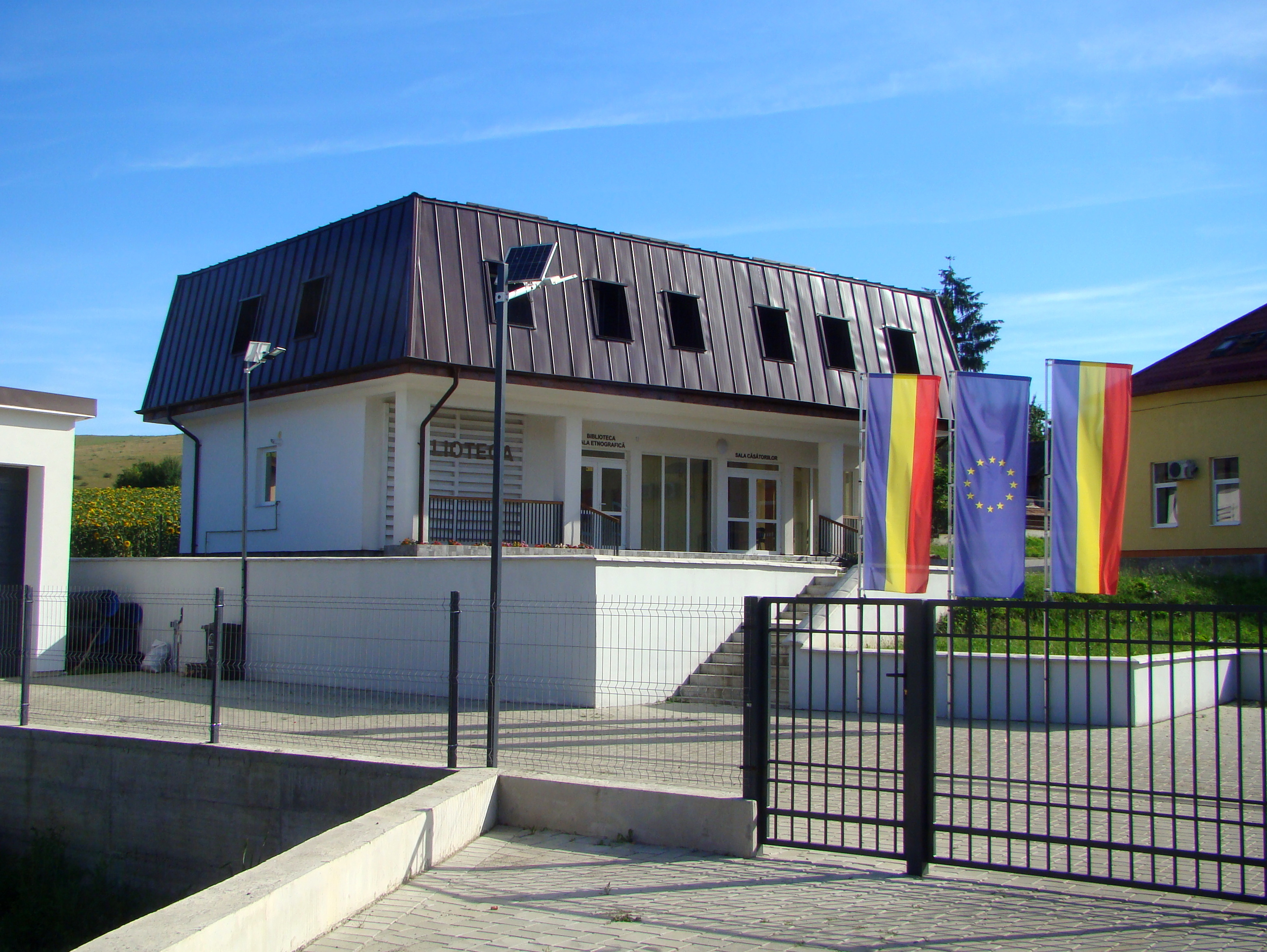
Biblioteca
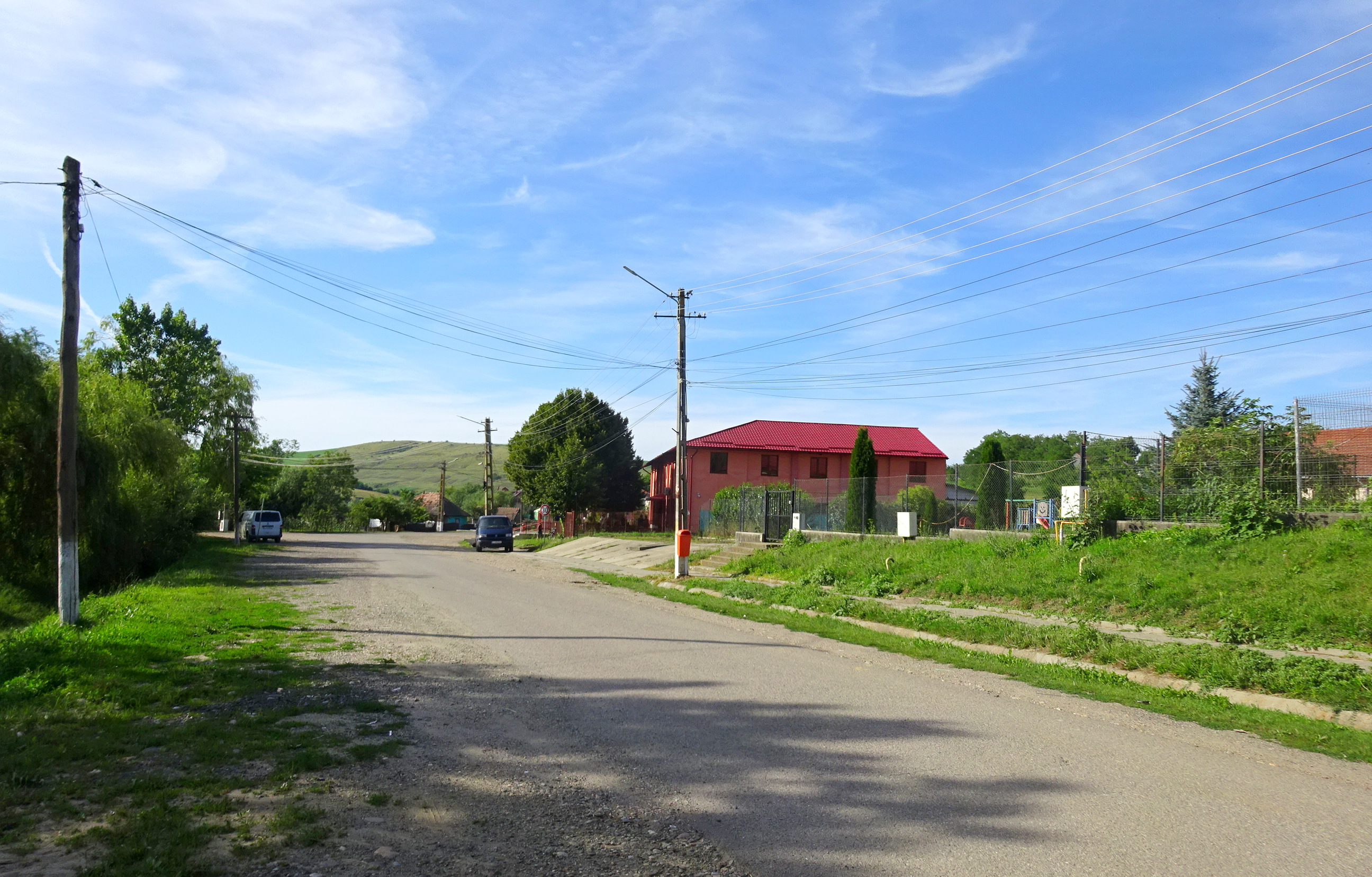
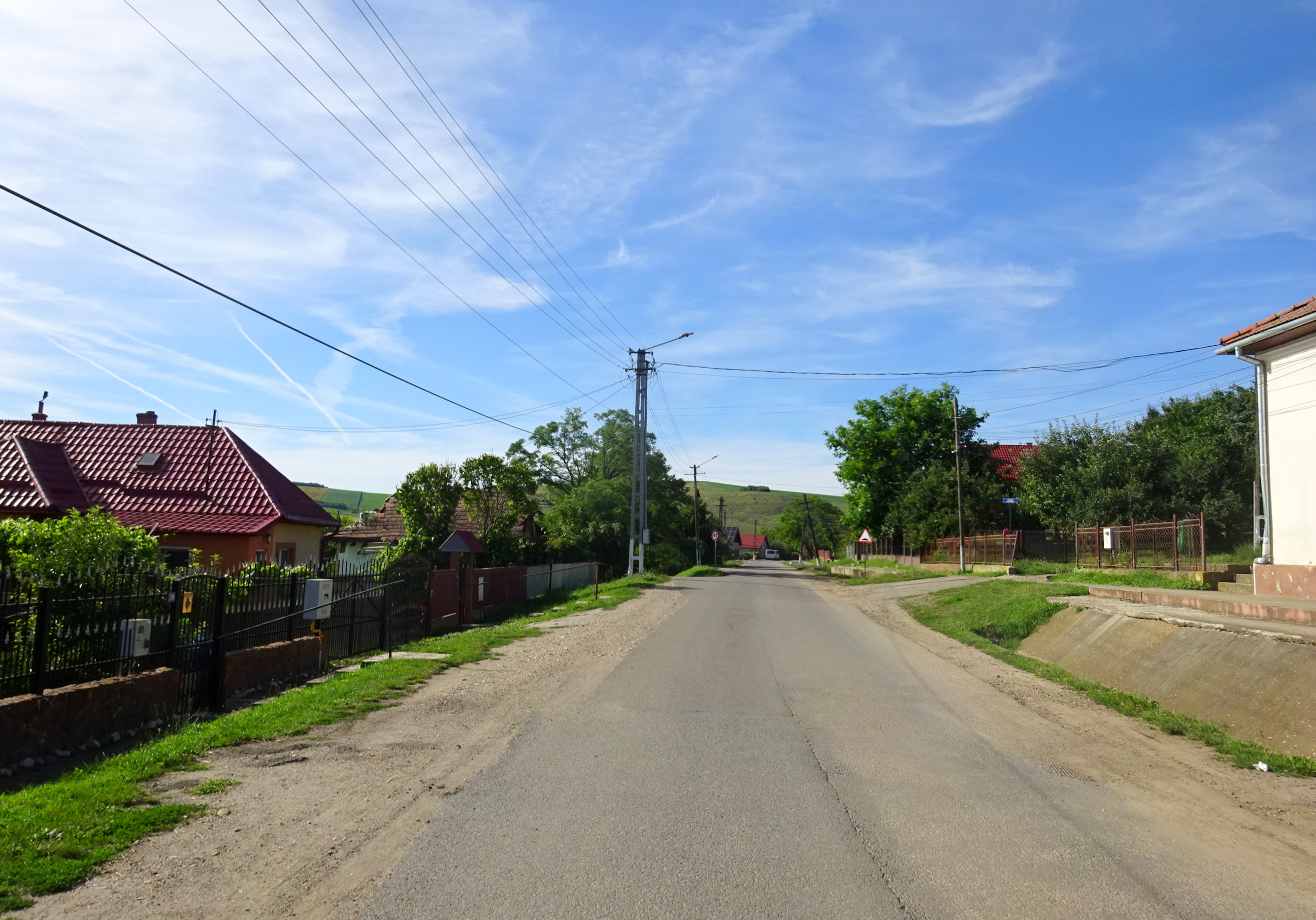
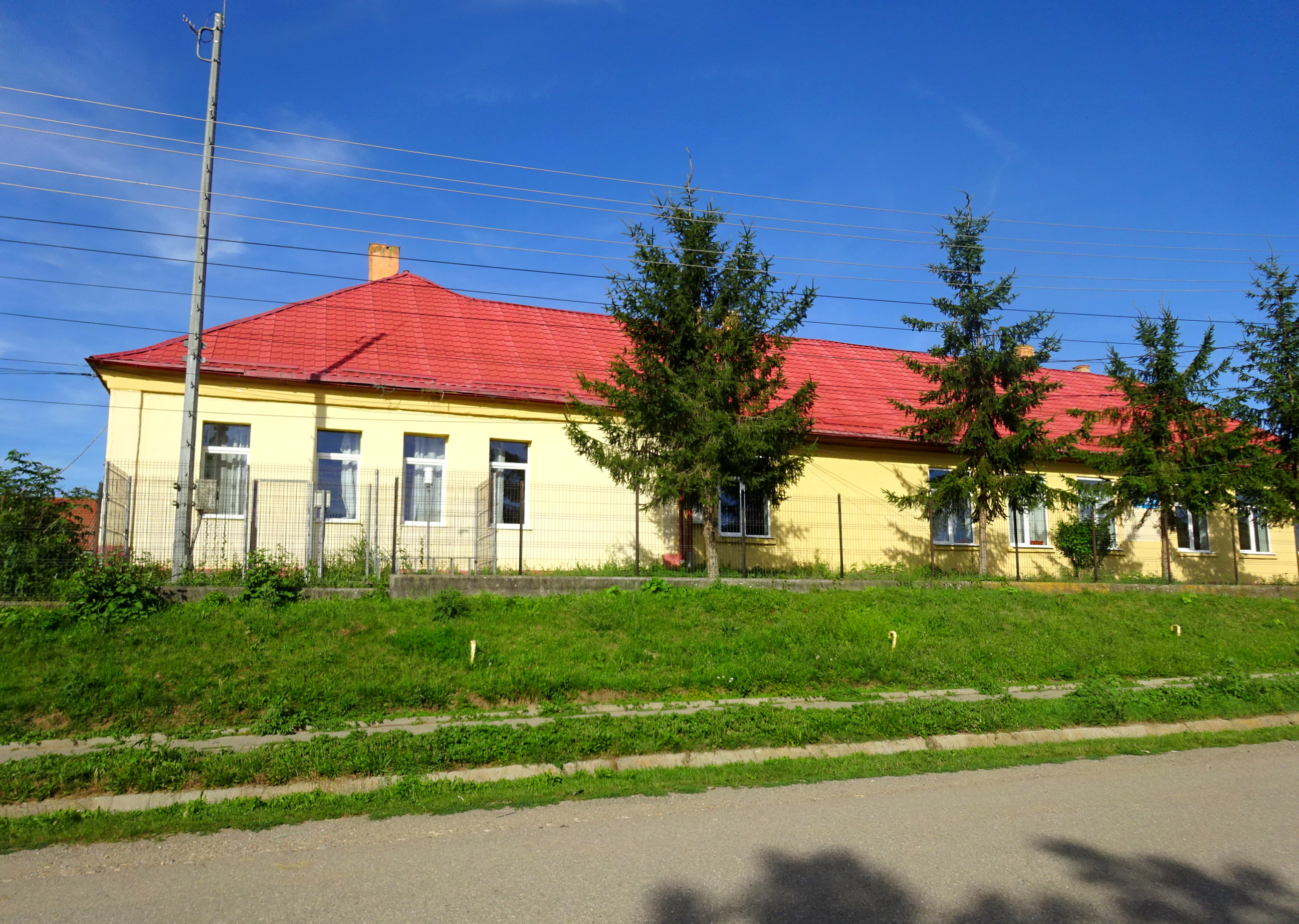
Școala
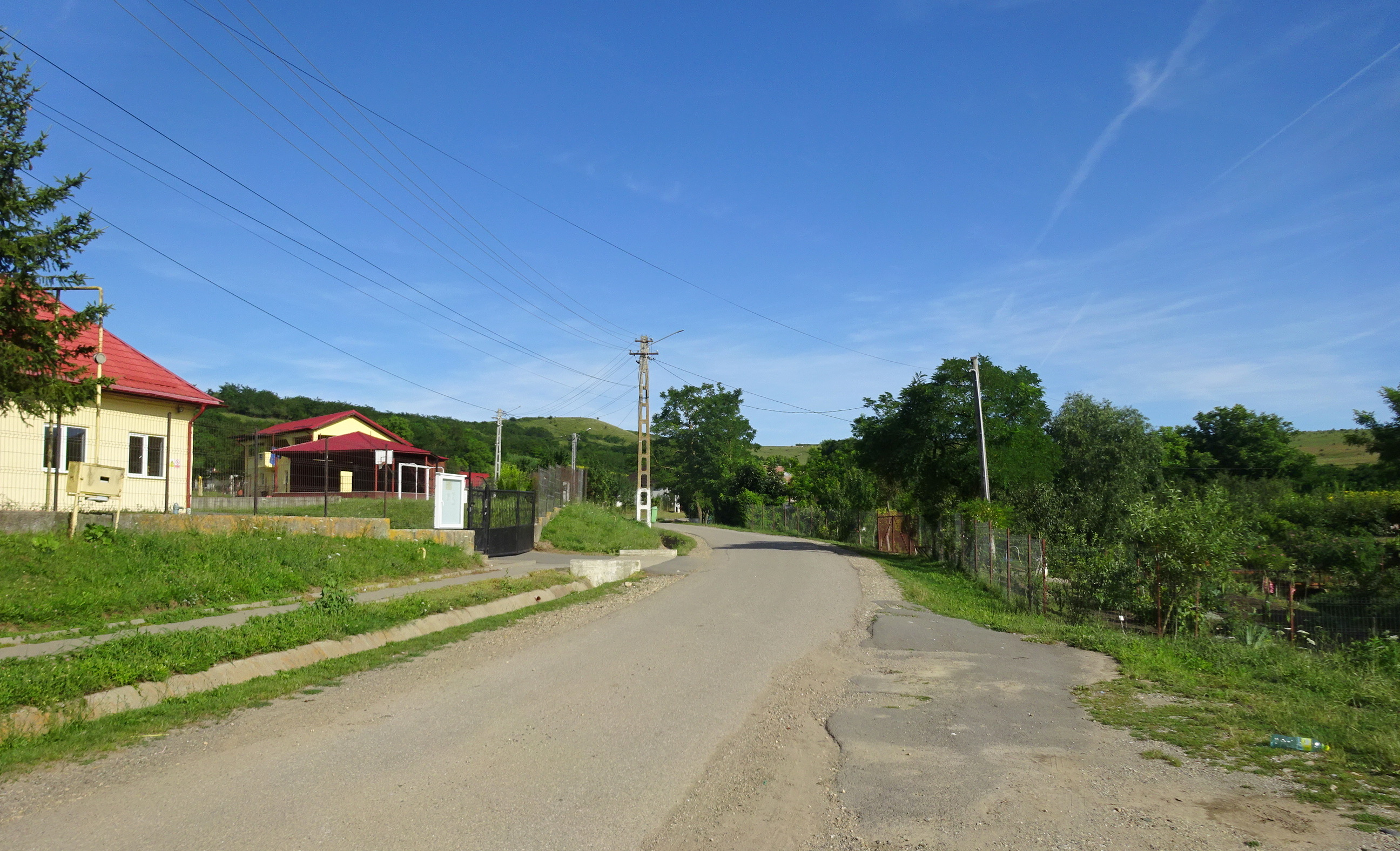
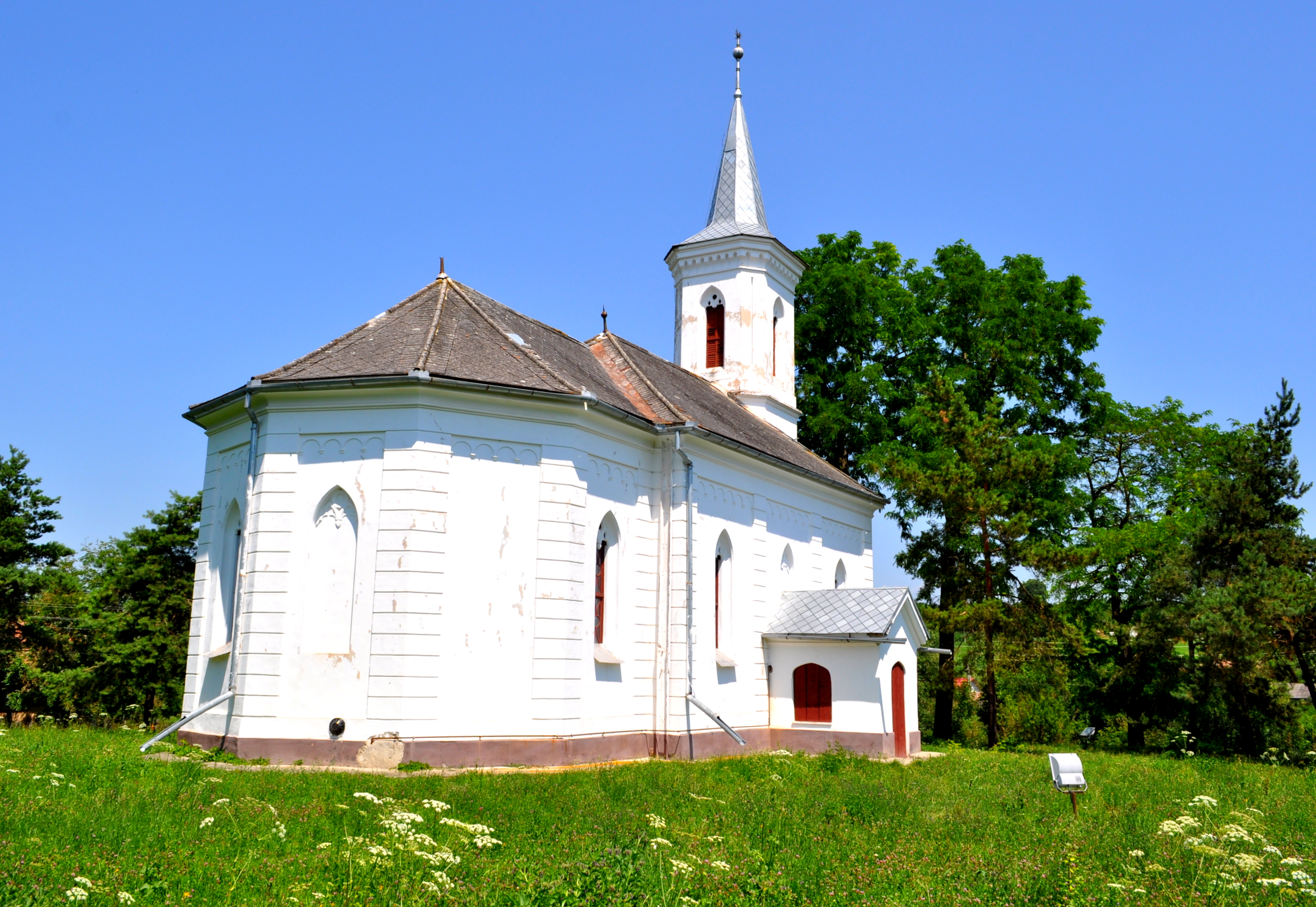
Biserica reformată din Cămărașu (monument istoric)
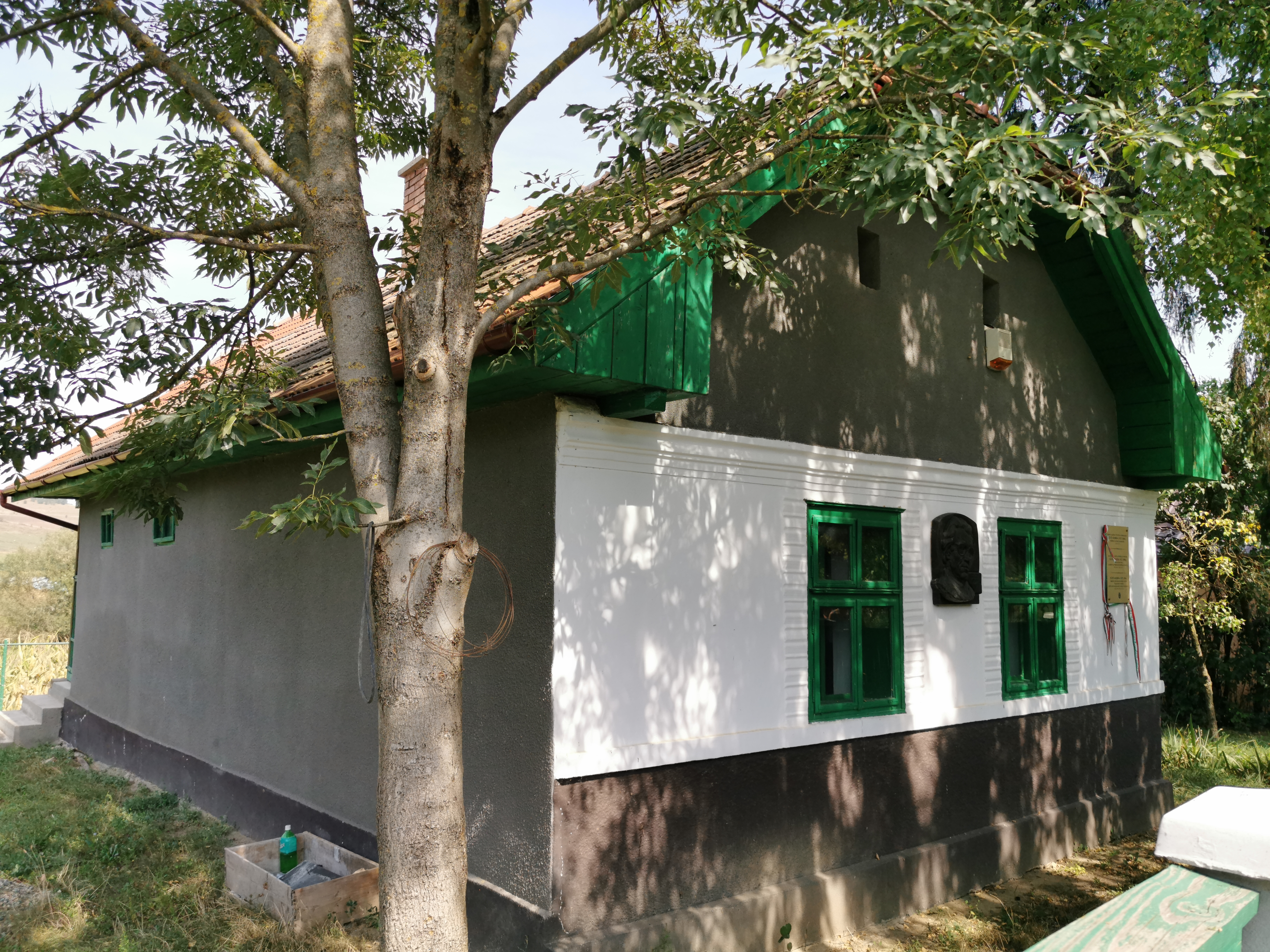
Casa memorială Sütő András
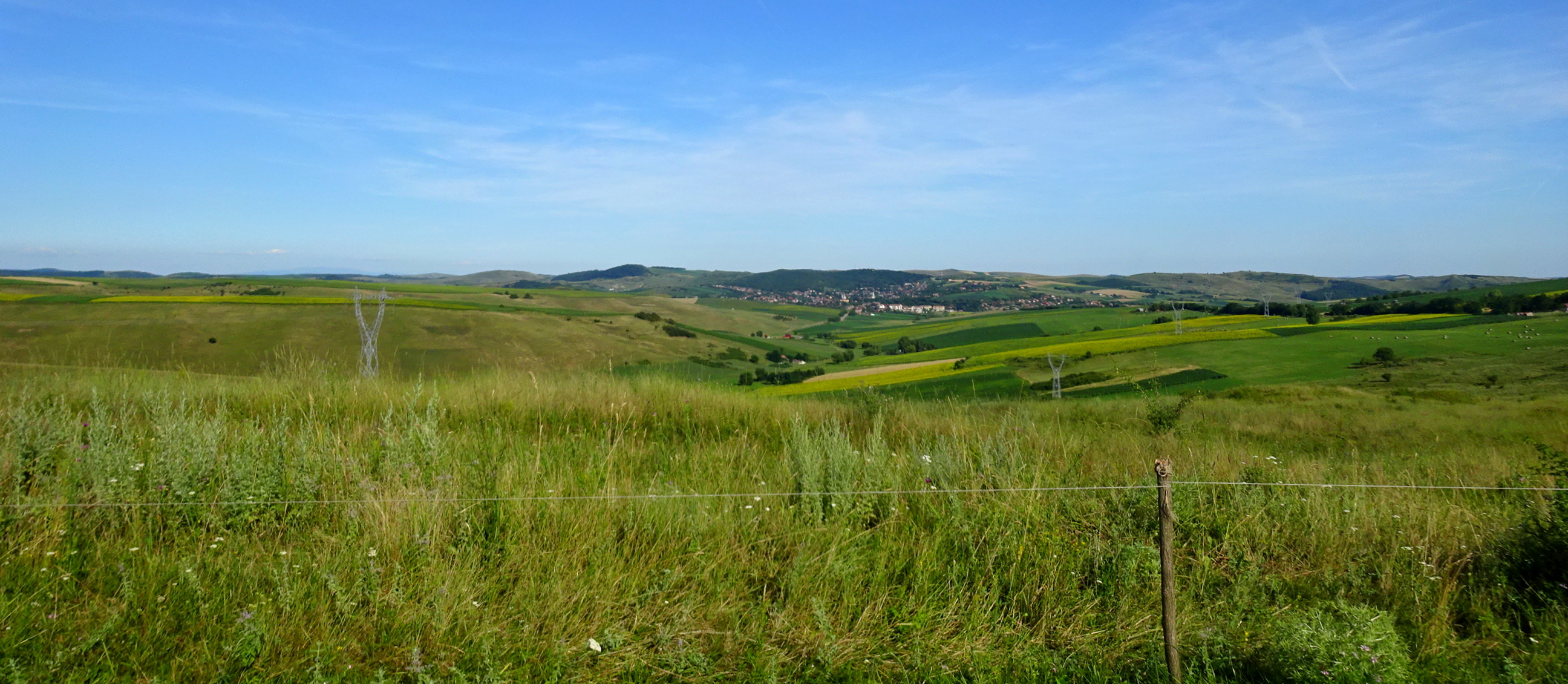
Panoramă spre Sărmașu
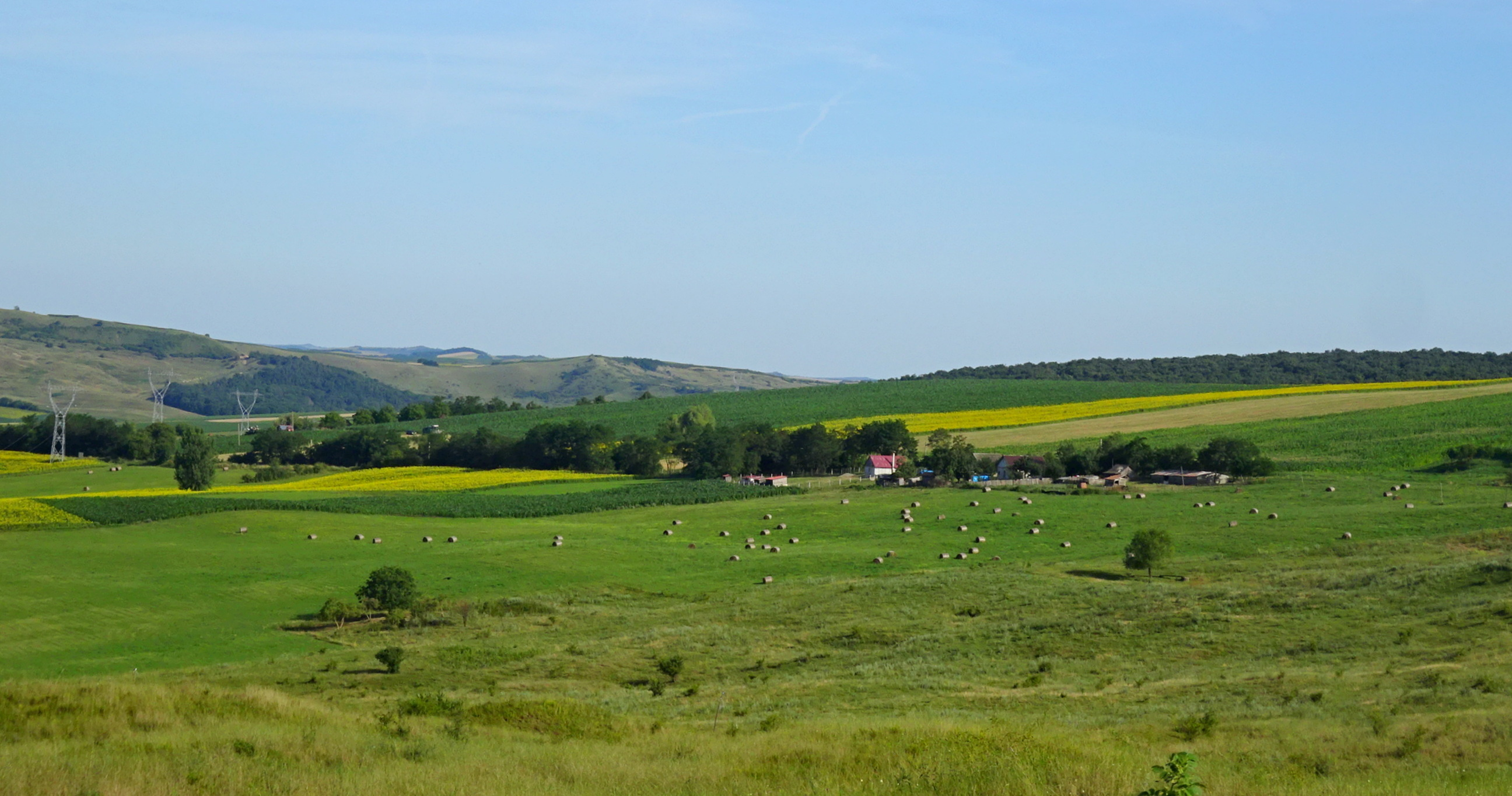
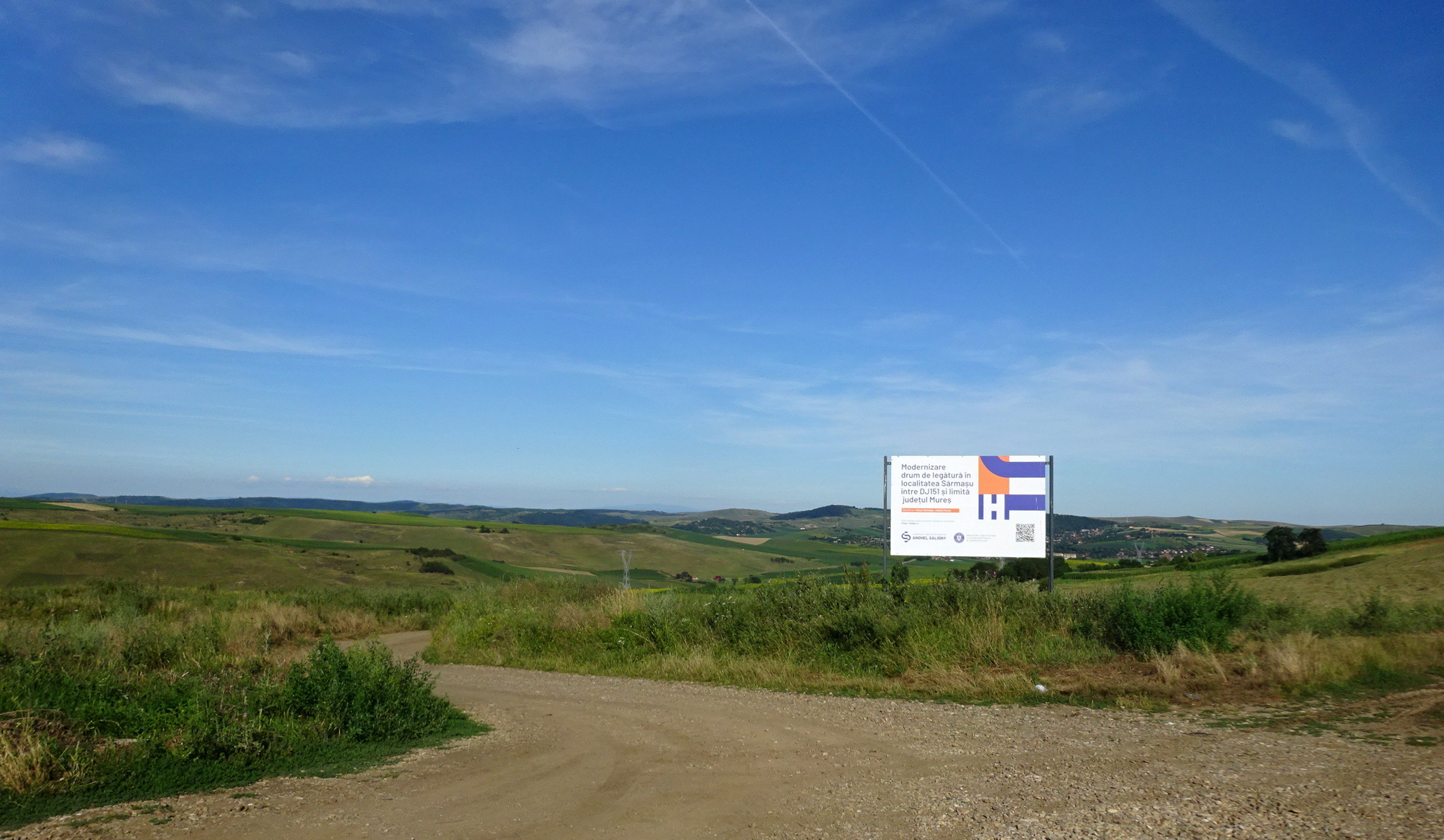
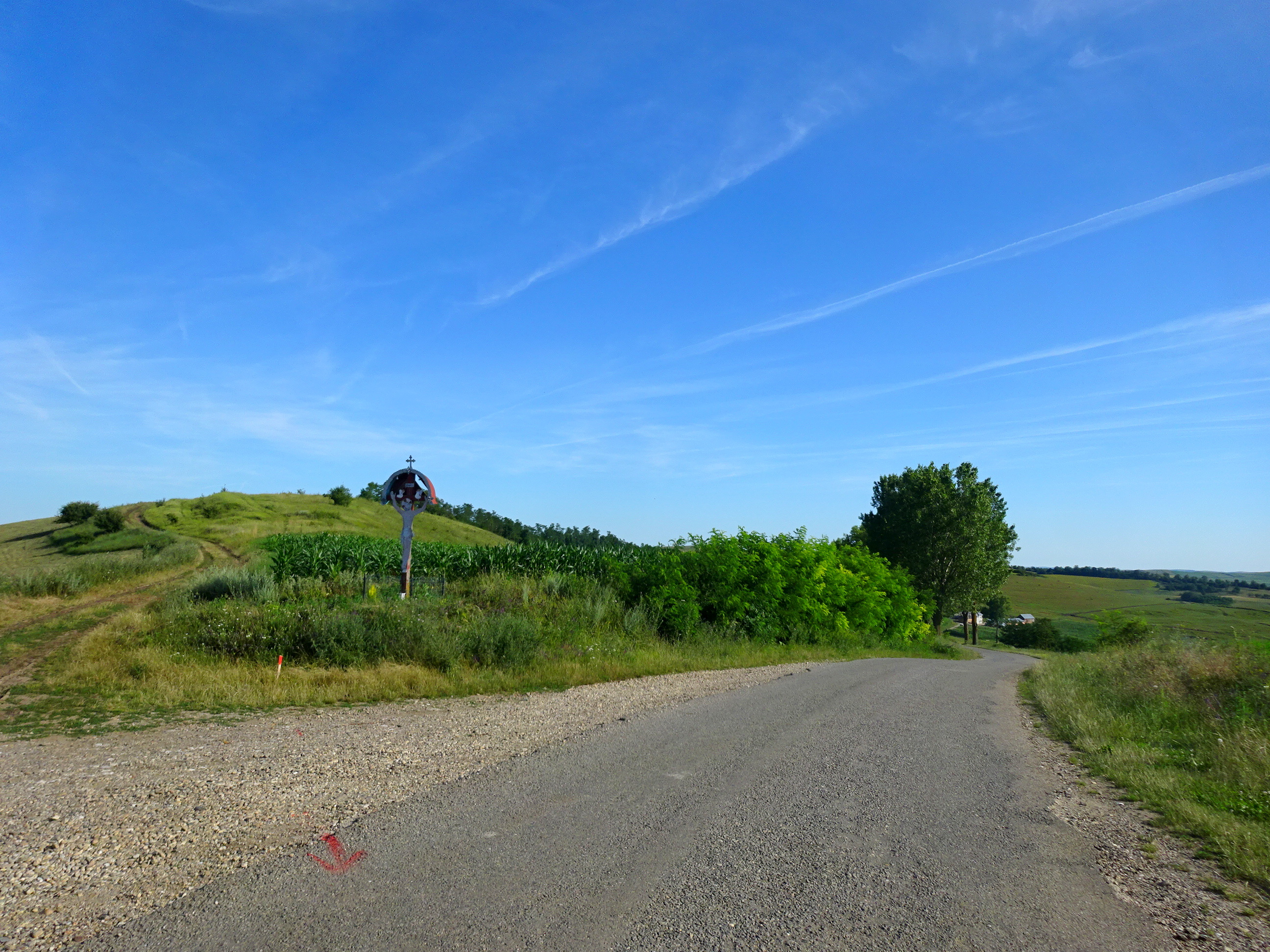
Drumul spre satul Năoiu
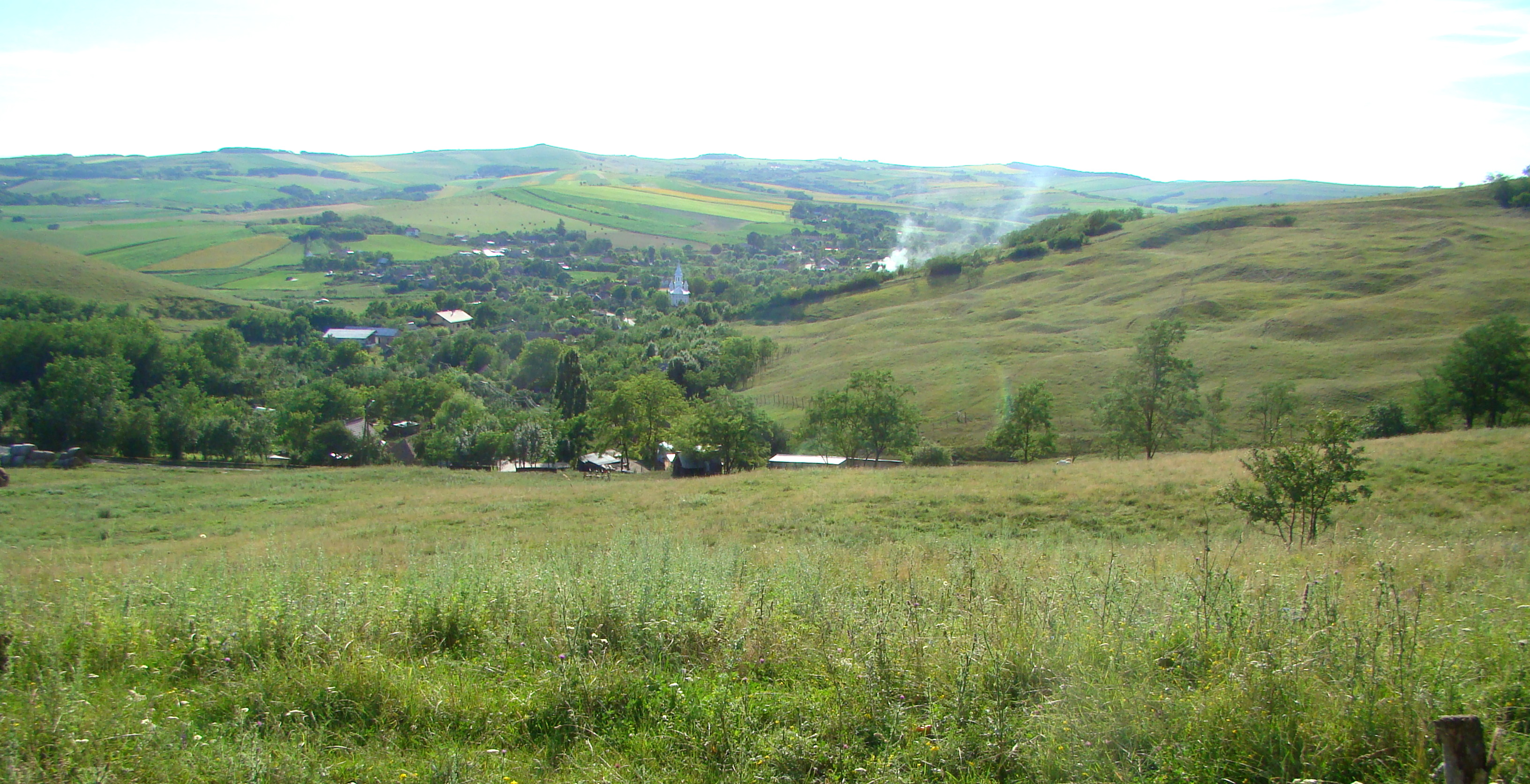
Năoiu
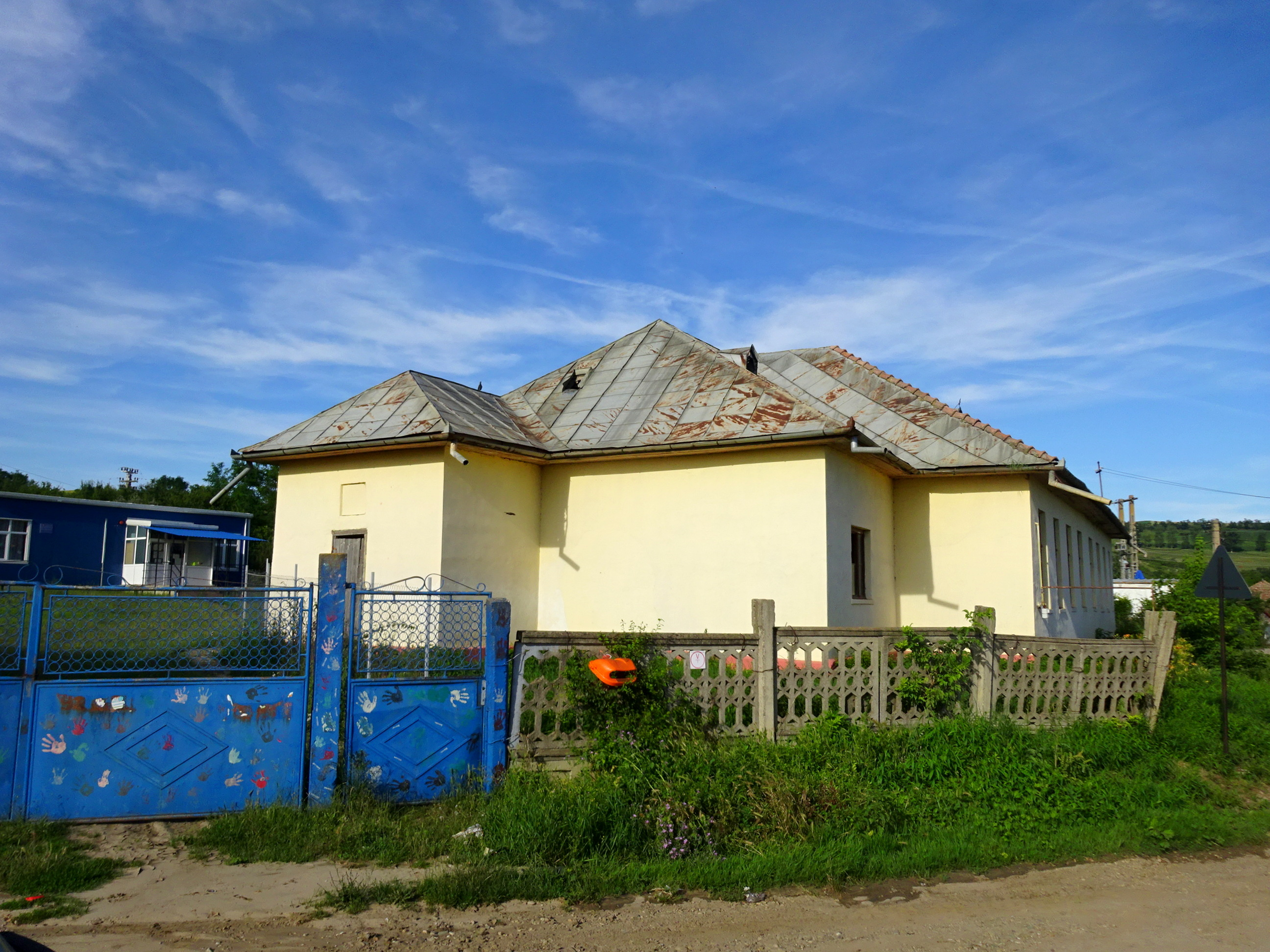
Școala
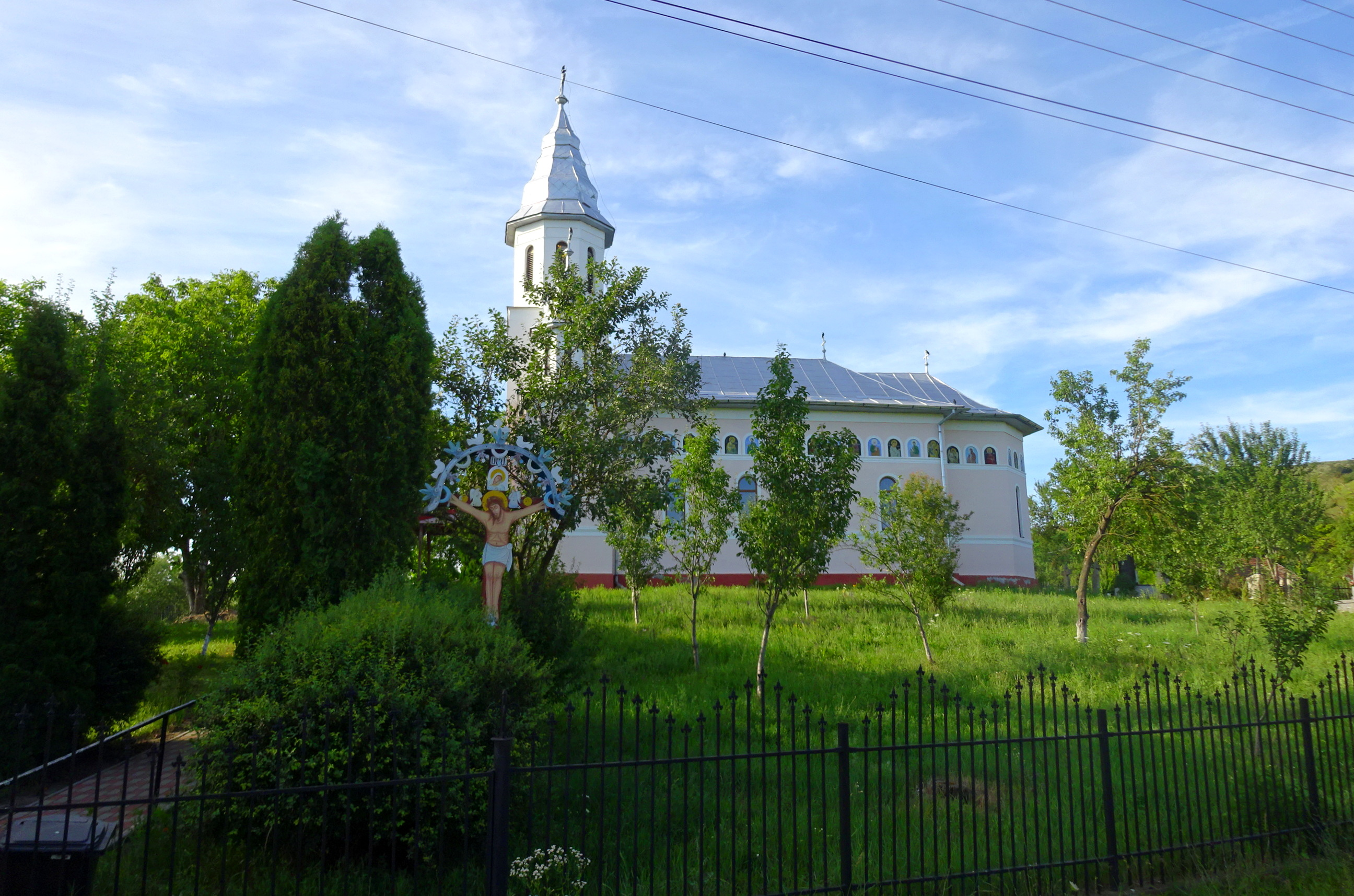
Biserica ortodoxă din Năoiu
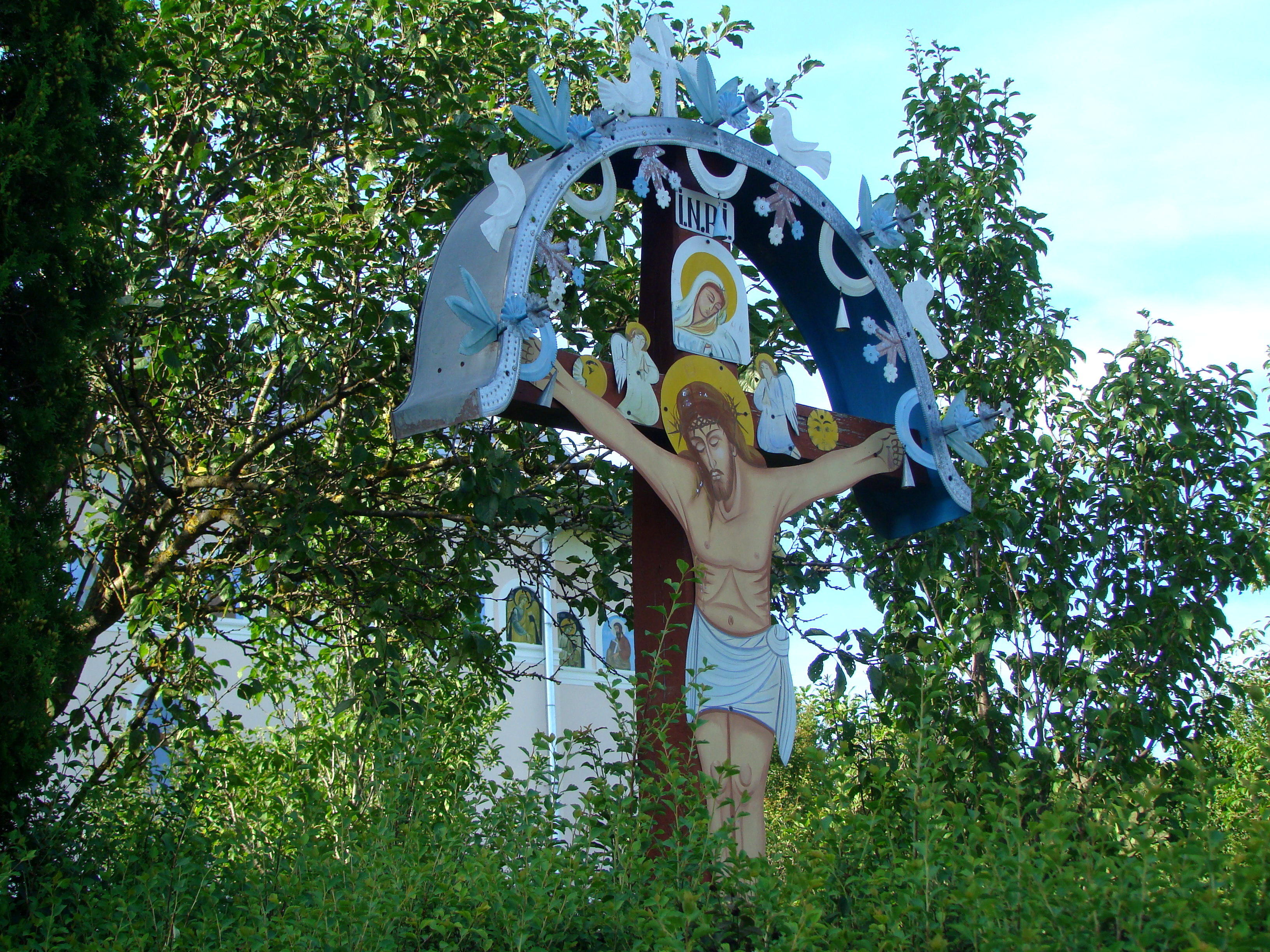
Troița
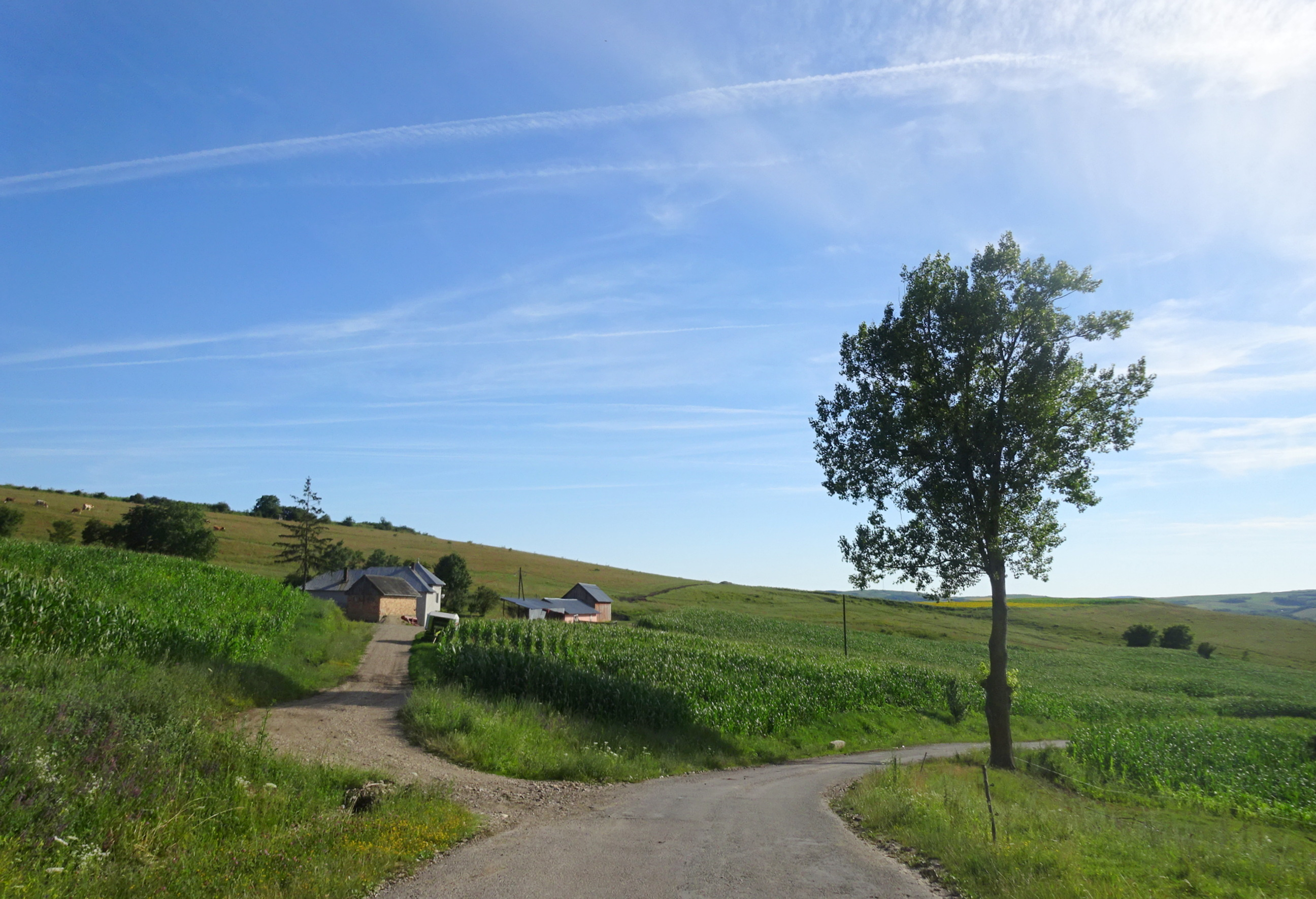
Năoiu
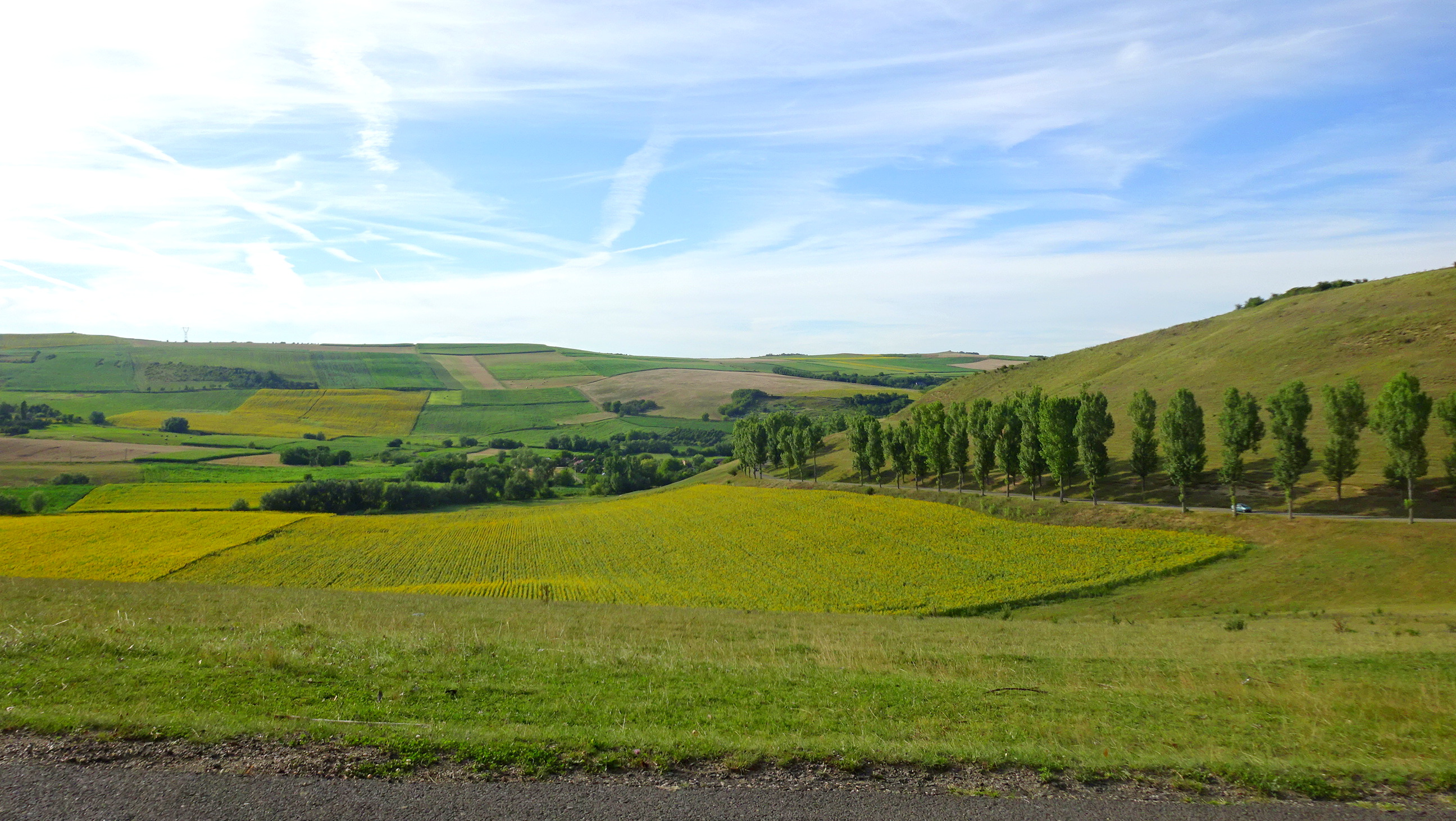
Sâmboleni
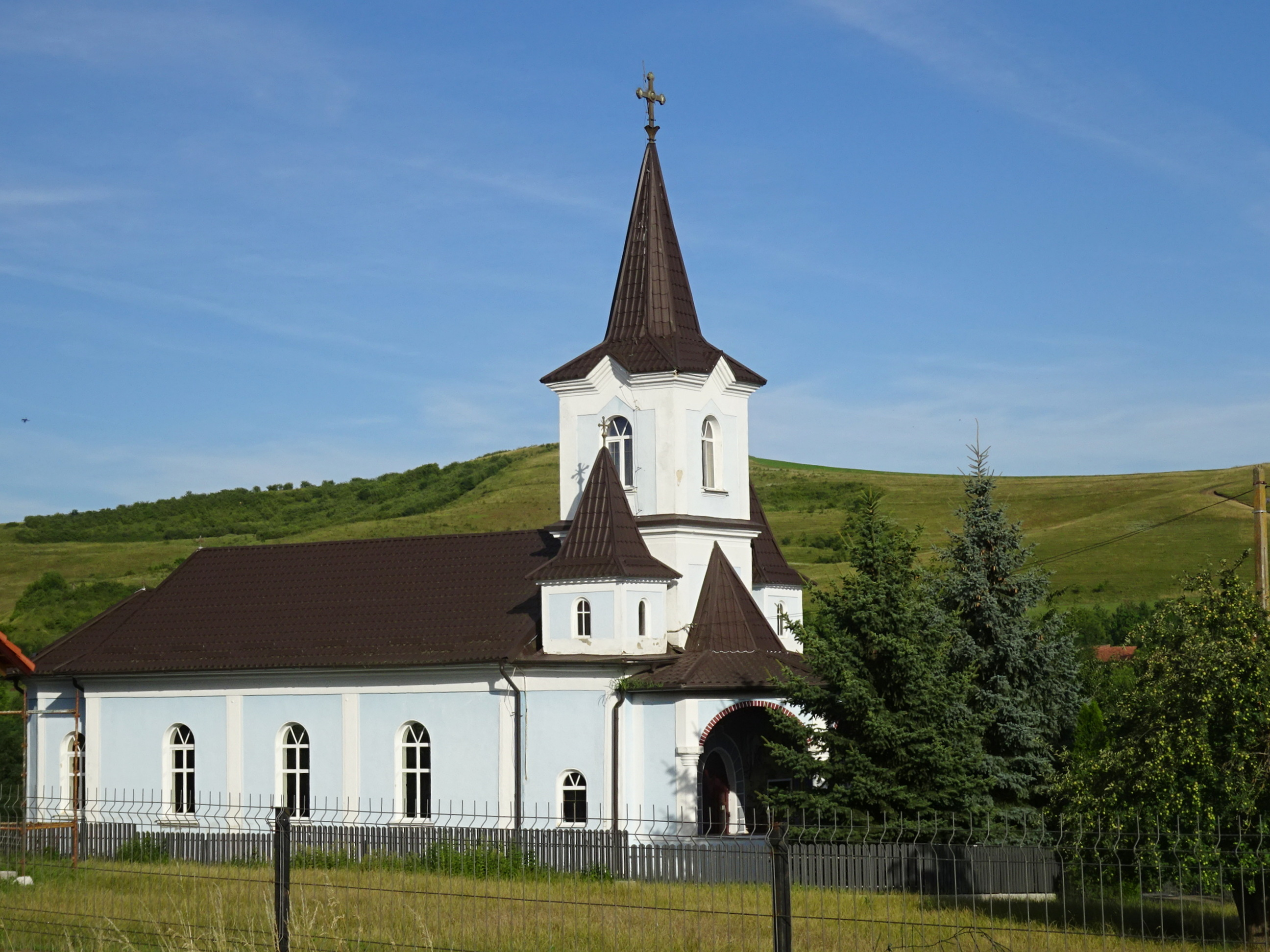
Biserica ortodoxă
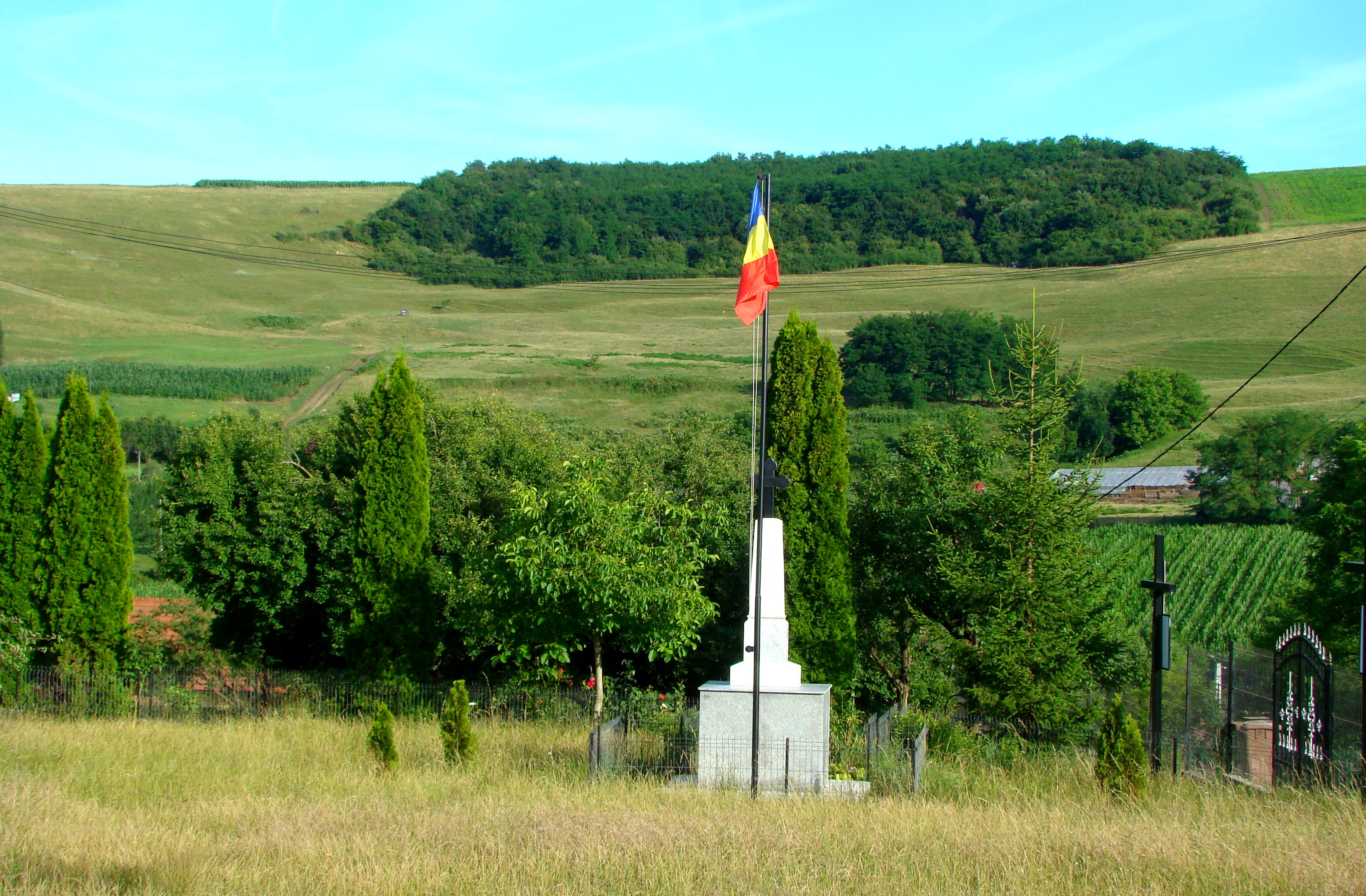
Monumentul eroilor